# 科伊艾克
科伊艾克（西班牙語：Coyhaique）是智利伊瓦涅斯将军的艾森大区的首府，成立于1929年，管辖面积为43297平方千米，2002年的人口为50,041人。11月至4月期间，气温适中，而5月至10月，气温较为寒冷，可能会有降雪。主要产业为旅游业。